# Minibraria monroei
Minibraria monroei is een slakkensoort uit de familie van de Colubrariidae. De wetenschappelijke naam van de soort is voor het eerst geldig gepubliceerd in 1962 door McGinty.